# Cambridge-Cambridgecontroverse

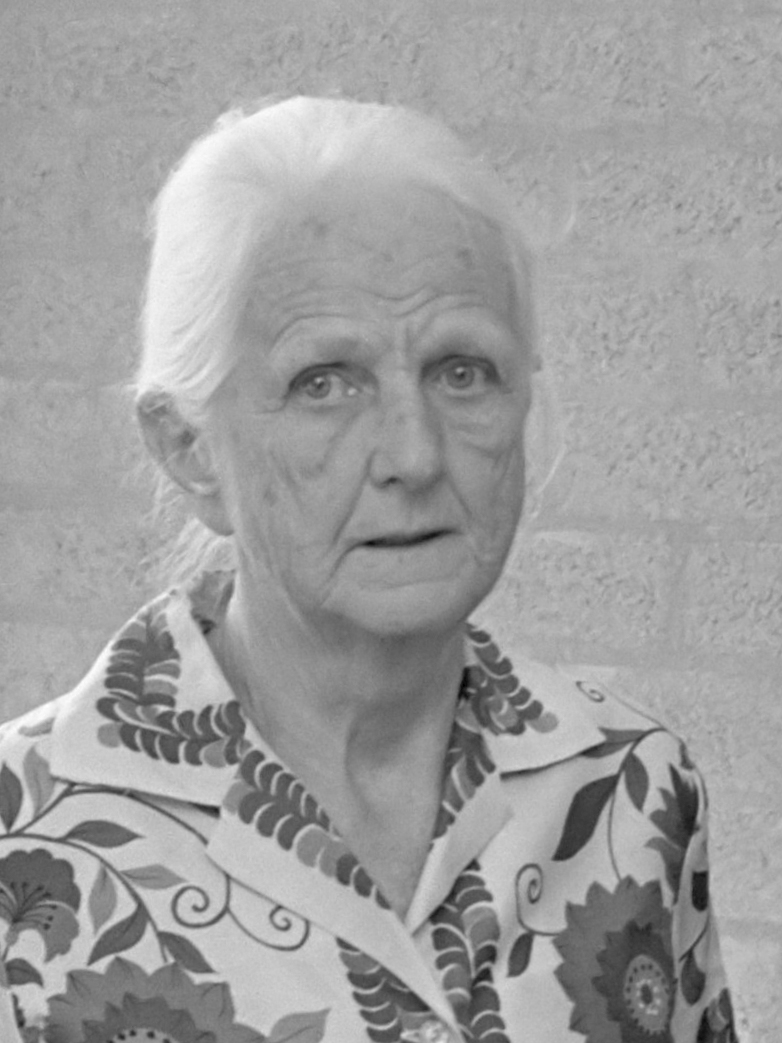
Joan Robinson zwengelde de Cambridgecontroverse aan met haar artikel "The Production Function and the Theory of Capital" (Robinson 1953-1954).

De Cambridge-Cambridgecontroverse, ook wel kapitaalcontroverse, was een debat onder economen in de jaren vijftig en zestig over de aard en de rol van kapitaal in de economie. Op het spel stonden de technische definitie van kapitaal, de koppeling tussen micro- en macro-economie (het "aggregatieprobleem") en de verklaring voor de inkomensverdeling tussen arbeid en kapitaal (loon vs. winst).
De naam verwijst naar de vestigingsplaatsen van de hoofdrolspelers: het debat vond plaats tussen enerzijds een groep economen van de Universiteit van Cambridge (o.a. Joan Robinson, Piero Sraffa, de "neo-ricardianen"), anderzijds een groep verbonden aan het Massachusetts Institute of Technology, gevestigd te Cambridge, Massachusetts (o.a. Paul Samuelson, Robert Solow, de "neoklassieken").

## Achtergrond
De economische wetenschap kent diverse manieren waarop de term "kapitaal" begrepen kan worden. De klassieke definitie komt van Adam Smith:
Dat deel [van iemands voorraad] dat hem een inkomen verschaft, heet zijn kapitaal.— The Wealth of Nations, boek 2
Het verschil in opvatting tussen de verschillende scholen draait erom, of men de nadruk legt op de voorraad (bij Smith, stock) of de mogelijkheid om een inkomen (revenue) uit die voorraad te trekken, in plaats van uit eigen arbeid.
De neoklassieke economen legden de nadruk op het eerste. In hun visie was kapitaal vooral de kapitaalgoederenvoorraad: de fabrieken, machines, etc. die productie op industriële schaal mogelijk maakten. Dit soort kapitaal is een van de (neo-)klassieke productiefactoren, die ieder beloond worden voor hun deelname aan het productieproces. Op het abstracte niveau zijn er twee factoren, namelijk arbeid en kapitaal. De beloningen voor arbeid en kapitaal, respectievelijk loon en winst/rente, worden bepaald door hun schaarste, of, in de evenwichtstoestand, door hun marginale productiviteit. De beloningen zijn de uitkomst van een wiskundig model, waarin de vraag naar rechtvaardigheid niet gesteld hoeft te worden.
Anderen, zoals de marxisten en met hen sommige keynesianen als Robinson, verstonden onder kapitaal eerder de mogelijkheid tot inkomen los van eigen arbeid. Dit inkomen komt in hun visie voort uit een eigendomsverhouding: wie voldoende bezittingen (voorraad) heeft, kan immers anderen tegen betaling voor een loon laten werken, en zich de vruchten van hun arbeid toe-eigenen. "Kapitaal" is een maatschappelijke verhouding, niet slechts een term in een formule.

Een groot deel van de Cambridgecontroverse draaide om technische verschillen van inzicht omtrent het kapitaalbegrip, maar op de achtergrond speelden de zojuist geschetste maatschappelijke kwesties, zoals de vraag naar de rechtvaardigheid van eigendoms- en inkomensverdelingen.

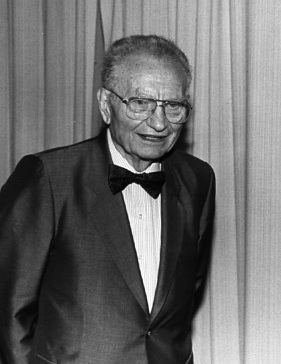
Paul Samuelson verdedigde de neoklassieke theorie, maar gaf in 1966 toe dat deze niet houdbaar was.

## Technische inhoud
De kapitaalcontroverse begon ermee dat Robinson openlijk vragen ging stellen bij het begrip productiefunctie, dat centraal stond in het neoklassieke denken over kapitaal, groei en ontwikkeling. In de neoklassieke productietheorie stelt men de productie van een bedrijf voor als gegeven door een formule
{\displaystyle O=f(X_{1},X_{2},...)}
waarin O de (maximale) output (opbrengst van productie) is, gegeven productiefactoren X1, X2, etc. De functie f is de productiefunctie; er bestaan diverse gebruikelijke productiefuncties, waarvan de Cobb-Douglas-functie in dit verband de belangrijkste is. Heeft een werkplaats bijvoorbeeld vijf voltijds arbeiders, vier werkbanken en twee houtpersen, dan kan men in theorie de output berekenen als O = f(5,4,2), indien f bekend is.

Het probleem dat Robinson opmerkte doet zich voor als men dit idee uit de micro-economie op de macro-economie gaat toepassen in de vorm van een geaggregeerde productiefunctie. De neoklassieken deden dit door het nationaal inkomen Y voor te stellen als een productiefunctie
{\displaystyle Y=f(K,L)}
met K de totale kapitaalgoederenvoorraad binnen een economie en L de totaal verrichte arbeid, gemeten in uren arbeidstijd. Bovendien luidde de stelling van de neoklassieken dat men de geaggregeerde functie kon bepalen als de som van de productiefuncties per bedrijf. Met andere woorden werd de gehele economie voorgesteld als één grote fabriek met daarin één type machine, omdat het ondoenlijk was om de schier oneindige verscheidenheid aan kapitaalgoederen in de formule op te nemen. Uit de geaggregeerde productiefunctie kan dan het verdelingsvraagstuk worden opgelost: de beloning voor arbeid (loon) wordt bepaald door de marginale productiviteit (de extra opbrengst van één uur arbeid), en net zo voor de beloning van kapitaal (winst/rente).
Het probleem waarop Robinson stuitte was dat voor kapitaalgoederen geen duidelijke eenheid bestaat: in het getal K moeten op een of andere manier de aantallen vrachtwagens, hoogovens en fabrieksgebouwen in een economie worden opgeteld. Dat lijkt op te lossen door hiervoor de geldwaarden van de kapitaalgoederen op te tellen, maar dan rijst de vraag, hoe deze geldwaarden te bepalen. Men kan de productiekosten of vervangingskosten als de waarde beschouwen, of de marktwaarde, of de waarde afleiden uit de productiviteit, dus de verwachte opbrengst. Deze drie vallen samen in een evenwichtstoestand, maar zo'n toestand wordt nooit werkelijk bereikt, zodat een keuze gemaakt moet worden. Bij alle drie de mogelijkheden wees Robinson fundamentele problemen aan, zodat volgens haar "het grootste deel van de neoklassieke doctrine" uit elkaar viel.
De controverse werd nog verder uitgediept door Sraffa, die aantoonde dat de neoklassieke theorie van kapitaalwaarde berustte op een cirkelredenering. De neoklassieken beschouwden namelijk de winstvoet (kapitaalrendement) als een afgeleide van de kapitaalintensiteit in de productie, via de productiefunctie en de theorie van marginale productiviteit. Maar de productiefunctie wordt juist door de winstvoet bepaald, aangezien deze de prijzen van kapitaalgoederen beïnvloedt: in de prijs van een vrachtwagen is de winst van de vrachtwagenfabrikant verrekend.

Doordat de kapitaalintensiteit bovendien per sector verschilt, treden niet-lineaire effecten op die het bepalen van een gemiddelde winstvoet en een geaggregeerde productiefunctie in het algemene geval onmogelijk maken, zelfs in de evenwichtstoestand waarin loon en winstvoet in alle bedrijfstakken gelijk zijn. Deze effecten zijn eenvoudig in te zien met een voorbeeld. Is bijvoorbeeld de gemiddelde winstvoet r en gaan er in de productie van een vrachtwagen een loonsom W en kapitaalgoederen ten koste van 1000, dan is de prijs van een vrachtwagen
{\displaystyle P_{v}=W+1000(1+r)}
Beschouwen we een drukpers die geproduceerd wordt met dezelfde loonsom maar slechts 800 aan kapitaal, dan kost deze
{\displaystyle P_{d}=W+800(1+r)}
Telt men deze bij elkaar op, dan verkrijgt men een gemiddelde winstvoet die niet evenredig is aan r.

## Uitkomst
De controverse werd gevoerd door economen uit beide kampen die over en weer probeerden de onjuistheid van elkaars argumenten aan te tonen. Uiteindelijk besloot Paul Samuelson in 1966 dat de Engelse kant grotendeels gelijk had en in de volgende editie van zijn leerboek schrapte hij de geaggregeerde productiefunctie. Paul Douglas (van de Cobb-Douglas-functie) meende dat de empirische ondersteuning afdoende was en dat 'bovendien' de geaggregeerde productiefunctie nuttig was om de marxistische theorie van verdeling te ontkrachten. Solow bleef de functie gebruiken, ondanks gewetensnood over wat hij noemde, 'een benadering van een functie die niet werkelijk bestaat.' Desondanks bleef de neoklassieke theorie dominant in mainstream-leerboeken, vaak zonder vermelding van de controverse.
De definitiekwestie omtrent kapitaal steekt nog af en toe de kop op, bijvoorbeeld in het debat omtrent Kapitaal in de 21ste eeuw van Thomas Piketty (die het neoklassieke groeimodel van Solow gebruikt).